# 赵金声 (1933年)
赵金声（1933年—），女，河北宁津人，中国豫剧表演艺术家，曾任江苏省梆子剧团演员。